# صادق‌آباد (سنندج)
صادق‌آباد روستایی در دهستان حسین‌آباد شمالی بخش مرکزی شهرستان سنندج استان کردستان ایران است.

## جمعیت
بر پایه سرشماری عمومی نفوس و مسکن در سال ۱۳۹۵ جمعیت این مکان ۱۷۹ نفر (۵۸خانوار) بوده‌است.